# 唐遠游
唐遠游（1969年—），出生於河南永城。現任河南煤業化工集團有限責任公司副董事長、首席執行官及黨委書記。

## 生平
在2011年7月4日委任河南煤業化工集團管理層前，由1993年至2011年7月，曾在永城煤电集团先後擔任所有工作，包括工程師、礦務管理、董事長、總經理等所有工作。
他畢業於中国矿业大学采矿工程系采矿工程专业本科；以及河南理工大学矿业工程专业工程硕士。

## 相關連結
- 事业征程志高远  百里煤海显身手 记河南煤业化工集团永煤股份总经理唐远游